# Idioma kede
Aka-kede (también conocido como idioma Kede) es una lengua extinguida de las islas Andamán, en la India.  